# Chaerephon plicatus
Chaerephon plicatus е вид прилеп от семейство Булдогови прилепи (Molossidae). Видът не е застрашен от изчезване.

## Разпространение
Разпространен е във Виетнам, Индия, Камбоджа, Китай, Лаос, Малайзия, Филипини, Хонконг и Шри Ланка.

## Описание
Теглото им е около 21,8 g.